# Sue Rojcewicz
Susan Marie Rojcewicz, detta Sue (Worcester, 29 maggio 1953), è un'ex cestista e allenatrice di pallacanestro statunitense.

## Carriera
Con gli Stati Uniti ha disputato i Campionati mondiali del 1975 e i Giochi olimpici di Montréal 1976.